# Canthidium picipes
Canthidium picipes är en skalbaggsart som beskrevs av Edgar von Harold 1867. Canthidium picipes ingår i släktet Canthidium och familjen bladhorningar. Inga underarter finns listade.